# Anagnórisis
La anagnórisis (del griego antiguo ἀναγνώρισις, «reconocimiento») o agnición es un recurso narrativo que consiste en el descubrimiento, por parte de un personaje o de otros, de datos esenciales sobre su identidad, sus seres queridos o su entorno, ocultos para él o ella hasta ese momento. La revelación altera la conducta del personaje y lo obliga a hacerse una idea más exacta de sí mismo y de lo que le rodea. También se produce anagnórisis cuando un personaje principal revela su identidad hasta entonces oculta o velada a otros personajes secundarios cambiando así la relación, normalmente de un nexo débil o inexistente (un mendigo o simple huésped) hacia un nexo fuerte (el hijo de un enemigo que clama venganza, el retorno de un rey por largo tiempo ausente, etc.), produciendo un punto de giro en la historia que la hace avanzar hacia su desenlace.

## Orígenes

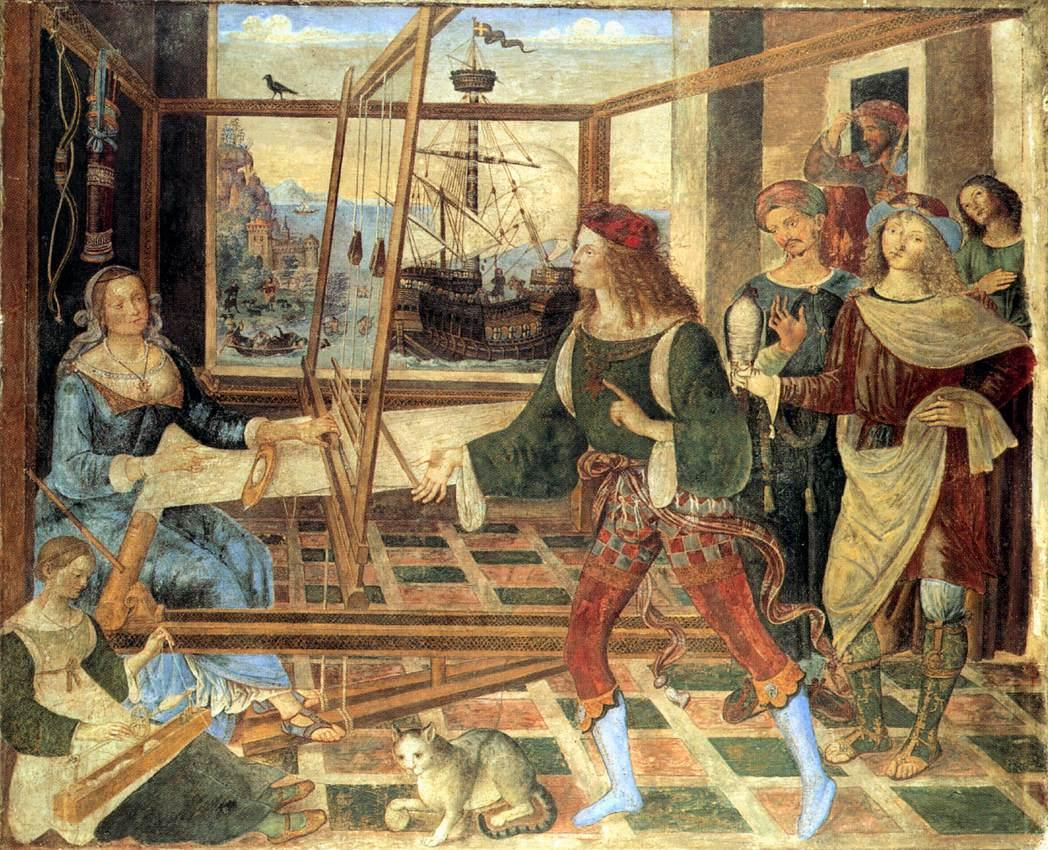
Pinturicchio, El retorno de Odiseo. Al regresar a Ítaca Ulises se presenta o revela hasta en diez ocasiones su identidad a sus seres queridos, puesto que sus rasgos físicos han sido cambiados por los dioses y el tiempo y no siempre le reconocen.

El término fue utilizado por primera vez por Aristóteles en su Poética. Aunque la anagnórisis es un recurso frecuente en muchos géneros, Aristóteles la describió en relación con la tragedia clásica griega, con la que está asociada de modo especial. 
De acuerdo con Aristóteles, el momento ideal para la anagnórisis trágica es la peripecia (giro de la fortuna): en un momento crucial, todo se le revela y hace claro al protagonista, con efectos casi siempre demoledores. Por ejemplo, el descubrimiento por parte del héroe trágico de alguna verdad sobre sí mismo, otras personas, o de algunas acciones que significan que, ahora que las sabe, toda la trama cambia de dirección como resultado de su reacción a las noticias. La revelación de esta verdad (que ya era un hecho, pero el protagonista ignoraba) cambia la perspectiva y la reacción del héroe, que se adapta y se acomoda aceptando su destino y en consecuencia ayudando a que este ocurra.

## Ejemplos

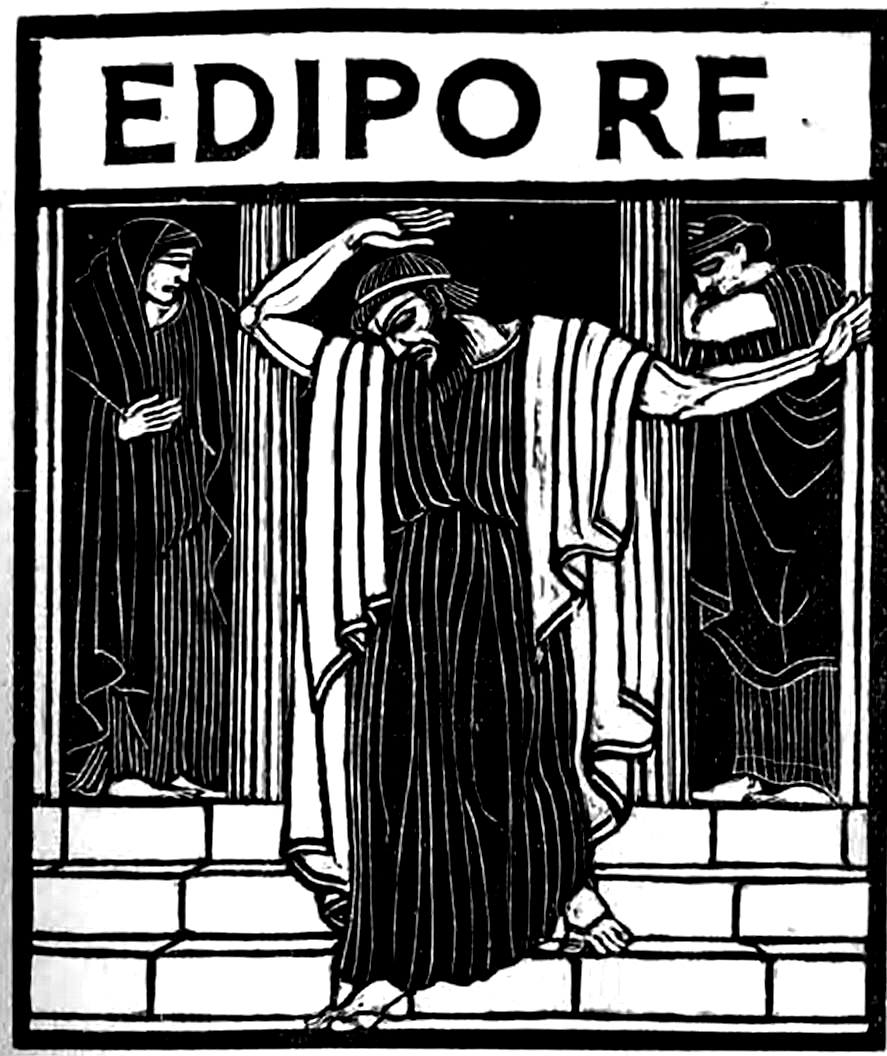
Edipo, rey de Tebas descubre que el verdadero origen de las plagas que asuelan su polis son causadas por él mismo al cumplir sin saberlo con el oráculo de Delfos: "Matarás a tu padre y te casarás con tu madre", con quien ha tenido cuatro hijos.

Un ejemplo clásico de anagnórisis en la tragedia griega se halla en el «Edipo Rey» de Sófocles, cuando Edipo se entera de que la persona que había matado era su padre y que su esposa es su madre. Otro caso especialmente emotivo es el de Ágave al final de «Las bacantes» de Eurípides, que llega a Tebas con lo que cree la cabeza de una fiera en su mano. A medida que el dios Dioniso se va retirando de su ser, comprende que se trata de su propio hijo, Penteo, al que ella y las demás bacantes han despedazado en una orgía de sangre. 
En la comedia griega, la anagnórisis es también un recurso frecuente: en las obras de Menandro y sus imitadores latinos, abundan los personajes que han sido abandonados de pequeños y criados como miembros de una clase social inferior. Al entablar una relación con un personaje noble, su extracción humilde supone un estorbo; al final de la obra, se descubre por algún indicio (una marca de nacimiento, un objeto personal que la madre dejó junto al bebé) su verdadera identidad, y la pareja puede unirse felizmente en matrimonio. 
En la épica griega tenemos un buen ejemplo de anagnórisis en los últimos cantos de la «Odisea», cuando Ulises vuelve a Ítaca, su patria, y varios personajes lo van reconociendo (su viejo perro Argos, su nodriza Euriclea, su hijo Telémaco, su padre Laertes...), en una gradación que termina cuando su esposa Penélope, la más reacia a aceptar la revelación, lo somete a una última prueba para confirmar su identidad.
En la literatura española, la anagnórisis es moneda corriente en las novelas de caballerías, el teatro barroco (p. ej. «La dama duende», de Pedro Calderón de la Barca) y el drama romántico. Y también está presente en La gitanilla y en varias de las novelas ejemplares de Miguel de Cervantes.
En la literatura inglesa renacentista, William Shakespeare también utiliza las características asociadas a este término en sus obras dramáticas, específicamente en sus tragedias. A pesar del momento de anagnórisis, de reconocimiento, todo acaba mal por el hecho de la inclusión del fatalismo, propio de las obras trágicas.
En la literatura prehispánica, específicamente en el drama Ollantay encontramos una hermosa anagnórisis cuando el inca Túpac Yupanqui encuentra a Cusi Coyllur, prisionera, y reconoce que ella es su hermana.
El ejemplo más moderno sería en el episodio V de la Saga cinematográfica de Star Wars: Cuando Darth Vader revela a Luke Skywalker que él es su padre, la trama pasa de ser una batalla entre el bien contra el mal a ser un conflicto existencial del protagonista entre su deber de luchar contra el mal o redimir a su padre caído.